# Tabira
Tabira, naziv za jednu skupinu američkih tanoan Indijanaca koji su izvorno bili stanovnici istoimenog puebla na području današnjeg novi Novog Meksika. Pueblo su napustili između 1670. i 1675. godine zbog učestalih pljački Apača, nastanivši se u blizini El Pasa.
Tabire su činili nanjjužniju predstražu Tompiro ili Piro Indijanaca, a njihovo područje kasnije je nazvano Gran Quivira.